# ギレルモ・レイテンスタイン
ギレルモ・レイテンスタイン（Guillermo Lijtenstein、1990年9月14日 - ）は、スーペル・ラグビー・アメリカス、ペニャロール・ラグビーに所属するラグビーユニオン選手。

## プロフィール
- ウルグアイ出身[1]。
- ポジションはスクラムハーフ(SH)、センター(CTB)。
- 身長 167cm、体重 77kg
- U20ウルグアイ代表に選ばれたことがある[2]。
- ウルグアイ代表キャップは5（2024年9月現在）。

## 略歴
2024年、パリ2024五輪の7人制ウルグアイ代表に選ばれた。